# 胡徳平
胡 徳平（こ とくへい、フー・ダーピン、1942年12月 - ）は、中華人民共和国の政治家。第3代中国共産党中央委員会主席・初代中国共産党中央委員会総書記の胡耀邦の長男である。2014年4月に日本へ極秘来日したことで知られている。
中国人民政治協商会議全国委員会委員、経済委員会副主任委員。
中国共産党中央統一戦線工作部副部長、第十届全国人民代表大会常務委員会常務委員、全国人大内務司法委員会委員、中華全国工商業連合会第一副主席を歴任した。

## 経歴
1942年に陝西省延安市にて生まれる。1962年から1967年まで北京大学歴史学系で学ぶ。卒業後、4627部隊農場で労働した後，北京第二通用機械工場で働く。1972年から1984年の間、中国歴史博物館にて保管部保管員、国家文物局党委委員、中国歴史博物館保管部副主任、馆负责人を歴任する
1984年から1986年の間、中央整党指導工作委員会湖北巡視組巡視員、華北連絡組副組長、西北連絡組組長，1986年から1993年まで中国共産党中央統一戦線工作部秘書長、五局局長，1993年から1998年まで中華全国工商業連合会副書記、副主席を歴任する。
1996年に中国光彩事業促進会常務副会長。1998年から2008年まで中国共産党中央統一戦線工作部副部長，2003年から2006年12月まで中華全国工商業連合会党組書記，2003年から2008年まで中華全国工商業連合会第一副主席を歴任した。。
現在は北京曹雪芹学会会長でもあり、紅楼夢に関する著作を幾つか出している。
2014年4月に日本へ極秘来日し、安倍晋三首相や菅義偉官房長官、鳩山由紀夫元首相らと会談した。なお、この会談について中国外務省の華春瑩副報道局長は記者会見で、訪日した際、胡と安倍晋三首相が面会したことについて、「（胡氏は）民間人としての訪問」として直接のコメントを避けた。
2014年には炎黄春秋雑誌社の社長に就任した。